# واراکنابیل
واراکنابیل (به انگلیسی: Warracknabeal) یک شهرک در استرالیا است که در ویکتوریا (استرالیا) واقع شده‌است.